# آتاناس چیپیلوف
آتاناس چیپیلوف (بلغاری: Атанас Чипилов؛ زادهٔ ۲ ژوئن ۱۹۸۷) بازیکن فوتبال اهل بلغارستان است.
از باشگاه‌هایی که در آن بازی کرده است می‌توان به باشگاه فوتبال بوتو پلوودیو اشاره کرد.